# Sint-Baafs-Vijve
Sint-Baafs-Vijve (fr. Vive-Saint-Bavon, vls. Sente-Boafs) – dzielnica (deelgemeente) gminy Wielsbeke w Belgii, w Regionie Flamandzkim, w prowincji Flandria Zachodnia, w okręgu Tielt. 1 stycznia 2020 roku liczyła 2446 mieszkańców. Do 31 grudnia 1976 samodzielna gmina.

## Demografia
Liczba mieszkańców, stan na 1 stycznia:
| Rok                | 1930 | 1961 | 2020 |
| ------------------ | ---- | ---- | ---- |
| Liczba mieszkańców | 1868 | 2135 | 2446 |